# گندل گیلان
گُندلْ گیلانبه لوری:(گنل‌گیرون) یا گندل گیران، روستایی است از توابع شهرستان بروجرد در استان لرستان. این روستا در دهستان اشترینان در بخش اشترینان این شهرستان قرار دارد.
گنل در زبان لری به معنای چونه خمیر نان بوده گیرون هم به معنای گیران هست در کل به این معنی میباشد در جایی که چونه خمیر برای نان گرفته میشود. که این نام بر‌گرفته از جنگ یزدگرد‌‌ سوم ساسانی است که در بروجرد و نهاوند درگیری با اعراب داشته.

## جمعیت
بنابر سرشماری مرکز آمار ایران، جمعیت گندل گیلان در سال ۱۳۹۵ برابر با ۲۴۳ نفر بوده‌است که از این میان ۱۲۸ نفر مرد و بقیه زن بوده‌اند. این روستا ۸۲ خانوار دارد.
دارای آب و برق ودارای گاز شهری می‌باشد.